# IC 3264
IC 3264 ist eine elliptische Galaxie vom Hubble-Typ E? im Sternbild Haar der Berenike am Nordsternhimmel. Sie ist schätzungsweise 1649 Millionen Lichtjahre von der Milchstraße entfernt.
Das Objekt wurde am 23. März 1903 von Max Wolf entdeckt.